# Primeiro Consistório Ordinário Público de 1903

## Cardeais Eleitores
| Nº                 | País               | Nome                                             | Idade              | Cargo                                            | Título ou Diaconia                                         |
| Cardeais eleitores | Cardeais eleitores | Cardeais eleitores                               | Cardeais eleitores | Cardeais eleitores                               | Cardeais eleitores                                         |
| ------------------ | ------------------ | ------------------------------------------------ | ------------------ | ------------------------------------------------ | ---------------------------------------------------------- |
| 1                  | Itália             | Carlo Nocella                                    | 76                 | Patriarca de Constantinopla                      | Cardeal-presbítero de São Calisto                          |
| 2                  | Itália             | Beniamino Cavicchioni                            | 66                 | Prefeito da Congregação para a Educação Católica | Cardeal-presbítero de Santa Maria em Ara Coeli             |
| 3                  | Itália             | Andrea Aiuti                                     | 54                 | Núncio em Portugal                               | Cardeal-presbítero de São Jerônimo dos Croatas             |
| 4                  | Itália             | Emidio Taliani                                   | 65                 | Núncio na Áustria                                | Cardeal-presbítero de São Bernardo nas Termas Dioclecianas |
| 5                  | Espanha            | Sebastián Herrero Espinosa de los Monteros, C.O. | 81                 | Arcebispo de Valência                            | Cardeal-presbítero de São Bonifácio e Santo Aleixo         |
| 6                  | Áustria            | Johannes Katschthaler                            | 71                 | Arcebispo de Salzburgo                           | Cardeal-presbítero de São Tomé em Parione                  |
| 7                  | Alemanha           | Anton Hubert Fischer                             | 63                 | Arcebispo de Colônia                             | Cardeal-presbítero de Santos Nereu e Aquileu               |

## Link Externo
- «Catholic Hierarchy» (em inglês)